# Hypodynerus joergenseni
Hypodynerus joergenseni är en stekelart som beskrevs av Carlos Schrottky 1909. Hypodynerus joergenseni ingår i släktet Hypodynerus och familjen Eumenidae. Inga underarter finns listade i Catalogue of Life.